# Saqueo de Magdeburgo
El saqueo de Magdeburgo (en alemán: Magdeburgs Opfergang o Magdeburger Hochzeit) se refiere al estado de sitio, al posterior saqueo y la matanza de los habitantes, en gran parte protestante, de la ciudad alemana de Magdeburgo por las fuerzas del Sacro Imperio Romano Germánico y la Liga Católica durante la Guerra de los Treinta Años. El sitio duró desde el mes de noviembre de 1630 hasta el 20 de mayo de 1631.

## Antecedentes
La Guerra de los Treinta Años se había estado librando desde hacía una docena de años en el momento en que la ciudad imperial de Magdeburgo se levantó contra el Emperador del Sacro Imperio. Los concejales de la ciudad habían sido alentados por la entrada del rey Gustavo II Adolfo de Suecia en Pomerania el 6 de julio de 1630. El rey sueco era luterano, y muchos de los habitantes de Magdeburgo estaban convencidos de que iba a ayudarles en su lucha contra el emperador católico Fernando II de Habsburgo. No todos los gobernantes evangélicos dentro del Sacro Imperio Romano Germánico habían abrazado inmediatamente a Adolfo como líder. Algunos creían que su motivo principal para entrar en la guerra era tomar los puertos del norte de Alemania, lo que le permitiría controlar el comercio en el mar Báltico. Sin embargo, la ciudad de Magdeburgo tenía una buena razón adicional para aliarse con él: el ejército sueco era uno de los más eficientes. Aunque se ha señalado por algún autor que el ejército de Gustavo Adolfo no constaba de mercenarios, sino que se componía fundamentalmente de suecos, mientras que los ejércitos del emperador del Sacro Imperio eran una mezcla de soldados de diversas procedencias, la relación detallada de unidades que componían ambos ejércitos rebate este hecho. De los aproximadamente 17 770 hombres de los ejércitos de Tillý y Pappenheim, unos 16 700 eran alemanes y el resto, 500 valones, 200 bohemios y 300 croatas. Por otro lado, de los más de 20 000 hombres que componían en mayo de 1631 el ejército sueco, solo unos 3500 eran suecos, siendo aproximadamente el resto 12 700 alemanes, 2800 escoceses, 700 finlandeses, 250 de Livonia y 150 de Curlandia.
En cuestión de meses, las fuerzas imperiales bajo el mando del Conde de Tillý pusieron sitio a la ciudad.

## Asalto y saqueo
En el último día del asedio, los concejales de Magdeburgo estaban convencidos de que era el momento de pedir la paz, pero el mensaje con su decisión no llegó a tiempo al conde de Tillý.
El 20 de mayo de 1631 terminó el asedio, y el mariscal de campo imperial Gottfried von Pappenheim y el propio conde de Tillý asaltaron Magdeburgo para hacerse con sus ricos depósitos de mercancías. Las fortificaciones de la ciudad cedieron y las fuerzas imperiales fueron capaces de doblegar la resistencia armada y abrir la puerta de Kröcken, lo que permitió a todo el ejército imperial entrar en la ciudad, que sufrió otro duro golpe cuando el coronel Dietrich von Falkenberg, un aristócrata y militar enviado por el rey Gustavo Adolfo para dirigir la defensa de Magdeburgo, fue muerto a tiros por las tropas imperiales. Cuando la ciudad estaba casi perdida, la guarnición minó varios lugares y prendió fuego en otros mientras parte de la población ofrecía resistencia en las calles usando literalmente cualquier cosa a la mano.
Después de la caída de la ciudad, los soldados imperiales y de la liga católica, fuera de control, comenzaron a masacrar a los habitantes de Magdeburgo y prendieron fuego a la ciudad. Los soldados invasores no habían recibido la paga por su servicio y tuvieron la oportunidad de saquear todo lo que estaba a la vista, exigiendo objetos de valor de todos los hogares que encontraron. El físico Otto von Guericke, ciudadano de Magdeburgo, afirmó que cuando los civiles se quedaron sin cosas para dar a los soldados, "comenzaron realmente los actos miserables. Fue entonces cuando los soldados empezaron a golpear, asustar y amenazar con disparar, ensartar o colgar a las personas." Bastó un solo día para que toda esta destrucción y muerte tuviese lugar. De los 30 000 habitantes de la ciudad, solo 5000 sobrevivieron. Durante catorce días, los soldados cremaron todos los cadáveres y los arrojaron al río Elba para prevenir epidemias.
Pappenheim escribió en una carta acerca del saqueo que:

Creo que más de veinte mil almas se perdieron. Es cierto que ha sido el más terrible castigo divino que se ha visto desde la destrucción de Jerusalén. Todos nuestros soldados se hicieron ricos. Dios con nosotros.

## Consecuencias
Después de la capitulación de Magdeburgo a las fuerzas imperiales, hubo muchas disputas entre los residentes que habían favorecido la resistencia contra el emperador y los que habían estado en contra de dicha actitud. Incluso Gustavo Adolfo se sumó a los acusadores, afirmando que los habitantes de Magdeburgo no habían estado dispuestos a pagar los fondos necesarios para su defensa. El tratamiento imperial a la ciudad derrotada de Magdeburgo ayudó a persuadir a muchos gobernantes cristianos evangélicos de territorios del Santo Imperio Romano Germánico a oponerse al emperador Habsburgo.
En el momento de la Paz de Westfalia, poniendo fin a la guerra en 1648, la población de la ciudad había decaído aún más, pues solo 450 personas seguían viviendo en la ciudad.
La devastación fue tan grande que Magdeburgisieren (o "magdeburguizar") se convirtió en un término utilizado frecuentemente durante décadas con el significado de destrucción total, violación y saqueo. Los términos "justicia de Magdeburgo", "merced de Magdeburgo" y "clemencia de Magdeburgo" también surgieron como resultado del saqueo, y eran empleados originalmente por los protestantes en la ejecución de los católicos que pedían clemencia.
Los imperiales tuvieron que abandonar la ciudad el 21 de enero de 1632, ante la llegada de las tropas suecas victoriosas en la batalla de Breitenfeld (1631).